# マナカラ
マナカラ（Manakara）は、マダガスカルの都市。人口4万4237人（2018年）。マダガスカル島東部に位置し、インド洋に面する港湾都市である。フィアナランツォア州に属し、Vatovavy-Fitovinany地方の行政府所在地である。海岸に沿って伸びるパンガラン運河によって北のトアマシナや南のファラハンガナと結ばれ、また鉄道によって中央高原のフィアナランツォアと結ばれる交通の要衝である。
マナカラとフィアナランツォア間の鉄道は1930年に開通し、以後マナカラはフィアナランツォアやマダガスカル中央高地南部の外港として発展してきた。